# Carlos A. Madrazo, Huimanguillo
Carlos A. Madrazo är en ort i Mexiko.   Den ligger i kommunen Huimanguillo och delstaten Tabasco, i den sydöstra delen av landet, 600 km öster om huvudstaden Mexico City. Carlos A. Madrazo ligger 139 meter över havet och antalet invånare är 170.
Terrängen runt Carlos A. Madrazo är kuperad. Runt Carlos A. Madrazo är det ganska glesbefolkat, med 39 invånare per kvadratkilometer. Närmaste större samhälle är Chimalapa 2da. Sección, 3,7 km nordost om Carlos A. Madrazo. I omgivningarna runt Carlos A. Madrazo växer huvudsakligen savannskog.